# Synagoga Chewra Lomdei Tanach w Częstochowie
Synagoga Chewra Lomdei Tanach w Częstochowie (z hebr. Bractwa Studiujących Tanach) – synagoga znajdująca się w Częstochowie, przy ulicy Nadrzecznej 60.
Synagoga została założona na początku XX wieku z inicjatywy bractwa Lomdei Tanach. Podczas II wojny światowej hitlerowcy zdewastowali synagogę.